# هم‌خوابگی یک‌شبه

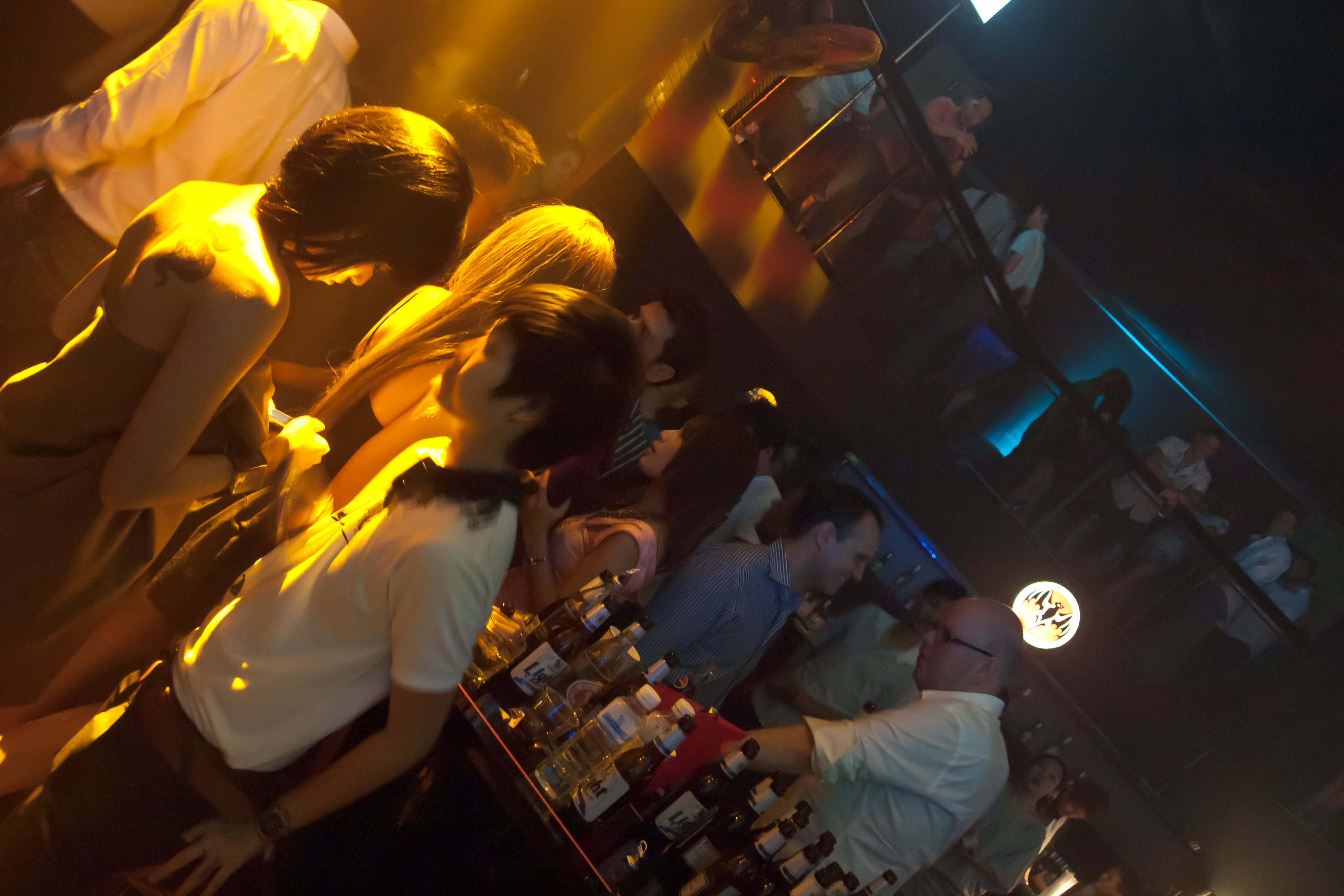
هم‌خوابگی یک‌شبه، یکبارکامی یا همباشی یک‌شبه

هم‌خوابگی یک‌شبه، یکبارکامی یا همباشی یک‌شبه یک رویارویی جنسی است که بدون قصد ادامه رابطه بین شریک‌های جنسی انجام می‌گیرد.

## دلایل
هم‌خوابگی یک‌شبه را به دلایل مختلفی ممکن است انجام دهند که برای افراد مختلف متفاوت است. نمونه‌هایی از دلایل هم‌خوابگی یک‌شبه افراد بالغ جوان برای کشف جنسیت، افراد مجرد که به دنبال فعالیت جنسی بدون هر گونه رابطه هستند، افراد متأهلی که قصد دارند رابطه خارج از ازدواج بدون برهم خوردن ازدواج یا رابطه خانوادگی داشته باشند. یک هم‌خوابگی یک‌شبه ممکن است با برنامه‌ریزی قبلی باشد.

## ادامه روابط
شرایطی که این رویارویی را فراهم می‌کند طوری نیست که باعث ادامه یافتن روابط شود.